# Burg Stornfels
Die Burg Stornfels, auch Sturmfels und Sloz Sturmfels genannt, ist eine abgegangene mittelalterliche Höhenburg auf einem 290 m ü. NHN hohen Bergkegel an der höchsten Stelle des Dorfes Stornfels, einem Ortsteil der Stadt Nidda im Wetteraukreis in Hessen.
Die Burg wurde im 11. Jahrhundert durch die Herren von Ulfa erbaut und 1206 erwähnt. Die Burg diente zur Sicherung der „rechten Niddastraße“, die von Frankfurt am Main nach Kassel führte. Am 15. Januar 1353 wird die Burg als Sloz Sturmfels im Besitz der Ziegenhain-Niddaer Grafen erwähnt. 1353 trug Graf Gottfried VIII. die Burg mit Zubehör der Abtei Fulda zu Lehen auf. Im 14. Jahrhundert fanden Aus- und Umbauten statt.
1837 wurde aus der ehemaligen Zehntscheune und dem Wohnturm der Burg die Evangelische Kirche erbaut.
Von der vergangenen Burganlage mit Eckbuckelquadern und Ansätzen zweier gotischer runder Ecktürmchen existieren nur noch in der Kirche verbaute Mauerreste, der 18 Meter tiefe Burgbrunnen und hinter der Kirche im Erdreich Reste des Ziegelsteinpflasters des Burghofes.